# Вестпорт (Орегон)
Вестпорт (англ. Westport) — переписна місцевість (CDP) в США, в окрузі Клетсоп штату Орегон. Населення — 319 осіб (2020).

## Географія
Вестпорт розташований за координатами 46°7′49″ пн. ш. 123°22′17″ зх. д. / 46.13028° пн. ш. 123.37139° зх. д. (46.130309, -123.371415).  За даними Бюро перепису населення США в 2010 році переписна місцевість мала площу 1,72 км², уся площа — суходіл.

## Демографія
Згідно з переписом 2010 року, у переписній місцевості мешкала 321 особа в 134 домогосподарствах у складі 89 родин. Густота населення становила 186 осіб/км².  Було 161 помешкання (93/км²).
Расовий склад населення:
| - 92,8 % — білих - 0,6 % — корінних американців - 2,2 % — осіб інших рас |

До двох чи більше рас належало 4,4 %. Частка іспаномовних становила 12,8 % від усіх жителів.
За віковим діапазоном населення розподілялося таким чином: 25,9 % — особи молодші 18 років, 55,1 % — особи у віці 18—64 років, 19,0 % — особи у віці 65 років та старші. Медіана віку мешканця становила 41,6 року. На 100 осіб жіночої статі у переписній місцевості припадало 108,4 чоловіків;  на 100 жінок у віці від 18 років та старших — 105,2 чоловіків також старших 18 років.
Середній дохід на одне домашнє господарство  становив 48 776 доларів США (медіана — 40 865), а середній дохід на одну сім'ю — 50 220 доларів (медіана — 40 769). За межею бідності перебувало 1,9 % осіб, у тому числі 0,0 % дітей у віці до 18 років та 8,0 % осіб у віці 65 років та старших.
Цивільне працевлаштоване населення становило 120 осіб. Основні галузі зайнятості: освіта, охорона здоров'я та соціальна допомога — 27,5 %, будівництво — 27,5 %, виробництво — 13,3 %, транспорт — 10,8 %.